# Thierry Mentières
Thierry Mentières est né le 17 octobre 1969. C’est un ancien joueur français de rugby à XV qui évoluait au poste de deuxième ligne (1,97 m pour 110 kg). Devenu entraîneur, il a été remercié[pas clair] en septembre 2006 de la Section paloise après une relégation en Pro D2 suivie d'une mauvaise entame dans ce championnat (3 défaites, 1 victoire difficile). 
Après un passage à Blagnac il retrouve le Top 14 à l'Aviron bayonnais.

## Carrière de joueur
- Section paloise 1988 - 2000

Il a disputé 10 matchs de Coupe d'Europe et 14 matchs de challenge européen.

## Palmarès
Avec la Section paloise
- Challenge Yves du Manoir :
  - Finaliste (1) : 1996
- Coupe de France :
  - Vainqueur (1) : 1997.
- Bouclier européen (actuel Challenge Européen) :
  - Vainqueur (1) : 2000

## Carrière d'entraîneur
- 2004-2005 Aviron bayonnais.
- 2005-2006 Section paloise.
- 2008 Blagnac.
- 2008-2010 Aviron bayonnais.